# George Ayoub
George Ayoub (ur. 23 października 1963 w Sydney) – australijski międzynarodowy sędzia rugby union. Sędziował w Super 12/14, a także w rozgrywkach reprezentacyjnych. Działacz sportowy.
Zaczął sędziować w 1990 roku będąc nauczycielem w St Patrick's College w Sydney i sześć lat później został nominowany do krajowego panelu arbitrów. W rozgrywkach Shute Shield poprowadził 158 meczów, w tym dwa finały, otrzymał także kilka wyróżnień stanowego stowarzyszenia sędziowskiego, a liczba jego nominacji sędziowskich przekroczyła czterysta. W Super 12 zadebiutował natomiast w roku 2000, podczas kariery prowadząc łącznie siedemnaście spotkań. Sędziował także spotkania w Top League, gdzie został wybrany najlepszym arbitrem sezonu 2007/2008.
W roku 2004 wraz z Mattem Goddardem został zawodowym arbitrem podpisując kontrakt z Australian Rugby Union. Na arenie międzynarodowej był głównym sędzią w trzech testmeczach, debiutując meczem Japonii z Tonga w 2002 roku, prowadził także spotkania rugby 7. Jako sędzia liniowy uczestniczył w Pucharze Świata 2003. W 2007 roku zakończył aktywną karierę sędziowską na boisku, a jego ostatnim meczem był pojedynek australijskiej kadry U-18 z nowozelandzkimi rówieśnikami, pozostał jednak związany ze sportem w roli arbitra telewizyjnego. W tej roli wykorzystywany był w zarówno w rozgrywkach ligowych (wraz z finałami Super Rugby), jak i reprezentacyjnych, w tym podczas The Rugby Championship, Pucharu Sześciu Narodów i Pucharu Świata 2015.
Był długoletnim szefem sędziów w Nowej Południowej Walii, pracował także w Trinity Grammar School.